# アルブレヒト2世 (マイセン辺境伯)
アルブレヒト2世（Albrecht II., 1240年 - 1314年11月13/20日（一説に1315年ともいう））は、テューリンゲン方伯（在位：1265年 - 1294年）、マイセン辺境伯（在位：1288年 - 1292年）。後妻及びその息子を偏愛して先妻の息子とのお家騒動を招いてしまった為、堕落伯（der Entartete）の不名誉な渾名が付けられた。マイセン辺境伯ハインリヒ3世（貴顕伯）とオーストリア公レオポルト6世の娘コンスタンツェとの間の長男として誕生した。

## 生涯
1265年、父は所領を分割し、アルブレヒトにテューリンゲンとザクセン宮中伯領の運営を執らせ、テューリンゲン方伯を継がせることとした。弟のディートリヒはランツベルク辺境伯領とオスターラント辺境領を、父はマイセン辺境伯領及びニーダーラウジッツ（下ラウジッツ）辺境領を拠点とした。
アルブレヒトは、1254年に神聖ローマ皇帝フリードリヒ2世の娘マルガレータと結婚した。嫁資としてプライセンラントがヴェッティン家にもたらされた。アルブレヒトはマルガレータとの間にハインリヒ、フリードリヒ、ディーツマン、アグネスの4人の子供をもうけている。初めは2人の仲は良好だったが、やがてアルブレヒトはマルガレータを捨て、クニグンデ・フォン・アイゼンベルクを愛人とした。この結果、マルガレータは1270年6月24日にヴァルトブルクを去り、フランクフルト・アム・マインへ行くと、同年8月8日に亡くなった。幼い2人の息子フリードリヒとディーツマンは叔父のランツベルク伯ディートリヒを頼り、長男のハインリヒは1283年にシレジアで消息を絶った。
アルブレヒトは1274年にクニグンデと結婚し、皇帝から彼女との間の息子アピッツが嫡出子であると認められた。彼は、アピッツにテューリンゲンを継がせて、マルガレータとの間で生まれた息子達にはマルガレータの遺産であるプライセンラントとザクセン宮中伯領だけを与えることで満足させようと目論んだ。この目論みから父子の間での戦いが始まった。最初はアルブレヒトが優勢で、フリードリヒは父親に捕縛され、ヴァルトブルクに幽閉された。しかし1年後に逃亡すると弟のディーツマンとともに父との戦いを続けた。
こうした状況の中、1284年に弟のディートリヒが一人息子のフリードリヒ・トゥタを遺して亡くなり、4年後の1288年には父も逝去した。父の死によりアルブレヒトはマイセン辺境伯となり、フリードリヒ・トゥタはニーダーラウジッツを相続するが、これをめぐってアルブレヒト2世の息子のディーツマンと争い敗れてしまった。同年、アルブレヒト2世はフリードリヒに敗れて捕虜となった。
1289年1月1日のロホリッツ協定で、アルブレヒト2世は釈放と引き替えに領土の大規模な割譲を行った。アルブレヒト2世は残ったマイセン領をフリードリヒ・トゥタに売却した。しかし、1291年のフリードリヒ・トゥタの死後、ディーツマンは独断で遺領を奪取し、アルブレヒト2世は経済的破綻から1293年にテューリンゲンをローマ王アドルフ・フォン・ナッサウに売却せざるを得なくなった。マイセンやオスターラントはフリードリヒ・トゥタが亡くなったことで世襲封土とみなされることとなった。アドルフを討ち取りローマ王となったハプスブルク家のアルブレヒト1世もこの地域を要求したが、いずれも実際にこの地を治める力はなかった。
1290年のクニグンデの死後、アルブレヒト2世はエリザベート・フォン・アルンスハウクと3度目の結婚をした。1299年に彼女の娘がフリードリヒに嫁ぎ、父子は和解したが、結局アルブレヒト2世は年金と引き替えにテューリンゲンもフリードリヒに引き渡し、1314年にエアフルトで息を引き取った。

## 子女
神聖ローマ皇帝フリードリヒ2世の娘マルガレータとの間に3男1女がいる。
- ハインリヒ（1256年 - 1282年） - チューリンゲン方伯、1271年/72年にピャスト家ヴロツワフ公ヘンリク3世の娘ヘートヴィヒ（1252/56年 - 1300年）と結婚
- フリードリヒ（1257年 - 1323年）
- ディーツマン（1260年 - 1307年）
- アグネス（1264年 - 1322年） - ブラウンシュヴァイク＝グルベンハーゲン公ハインリヒ1世と結婚

クニグンデ・フォン・アイゼンベルクとの間に1男1女をもうけた。
- アルブレヒト（アピッツ）（1270年以前 - 1301年）
- エリーザベト - ハインリヒ2世・フォン・フランケンシュタインと結婚

オーラミュンデ伯ヘルマン3世の娘エリーザベト（ロブデブルク＝アルンスハウク伯ハルトマン11世の寡婦）との間に子供はいない。